# Aethomys namaquensis
Aethomys namaquensis е вид бозайник от семейство Мишкови (Muridae).

## Разпространение
Видът е разпространен в Ангола, Ботсвана, Замбия, Зимбабве, Лесото, Малави, Мозамбик, Намибия, Свазиленд и Южна Африка.